# Jurinella schwarzi
Jurinella schwarzi là một loài ruồi trong họ Tachinidae.